# Église Saint-Étienne de Seilles
L'église Saint-Étienne est une église romane située à Seilles, section de la commune belge d'Andenne, en province de Namur.
Il s'agit d'une des trois églises romanes de la commune d'Andenne, aux côtés de Saint-Pierre d'Andenelle et de Saint-Maurice de Sclayn.
Une tour fortifiée est augmentée, au XIe siècle, d'une nef et d'un sanctuaire. L'église subit des agrandissements au cours des siècles, sans que son caractère roman soit modifié, faisant d'elle un modèle de style roman mosan.

## Localisation
Planté sur une butte cernée par les murs du cimetière désaffecté, cet important édifice roman se trouve rue du Cimetière, dans la partie ancienne du village de Seilles, un village en bord de Meuse (rive gauche), en face de la ville d'Andenne.

## Histoire
La tour (aujourd'hui clocher) est la partie la plus ancienne de l‘édifice. Tour fortifiée, ayant des murs d'1m40 à la base, elle servait de refuge  pour la population et défense en cas de siège. Des meurtrières sont encore visibles. Un puits permettait le ravitaillement en eau. Une nef de cinq travées y fut jointe dans la deuxième moitié du XIe siècle,. C'est alors que la tour devient église.  
Au XVIe siècle un porche fut adjoint à l'église, avec percement dans la tour. Son portail est très particulier. Il date de l'époque de Charles Quint dont on peut voir le blason (un aigle bicéphale). 
Le bas-côté méridional est remanié au XVIe siècle avec percement dans le mur extérieur de baies gothiques et édification d'un faux-transept. Derrière l'autel dédié à la Vierge Marie une arcade cache l'ancienne absidiole convertie en sacristie. 
Le bas-côté septentrional de l'église est rebâti à partir de 1611. Au-dessus de l'autel latéral de ce collatéral se trouve une toile illustrant le martyre de saint Etienne, patron de la paroisse
À la fin du XVIIIe siècle, l'ancien chevet à fond plat de l'époque romane est remplacé par une abside polygonale. 
L'église fait l'objet d'un classement au titre des monuments historiques de Wallonie depuis le 1er août 1933 sous la référence 92003-CLT-0016-01  et figure à l'Inventaire du patrimoine immobilier culturel de la Wallonie sous la référence 92003-INV-0082-01.

## Architecture

### Tour
Cet important édifice roman, édifié en moellons de calcaire, comporte une solide tour carrée à l'ouest, antérieure au reste de l'édifice.
Cette puissante tour-porche, percée de quelques archères, présente sur chaque face du dernier niveau deux baies campanaires cintrées à abat-sons, sauf sur la face méridionale, tournée vers le village, qui présente deux baies géminées ornées d'une colonnette à chapiteau cubique. La tour est sommée d'une flèche pyramidale couverte d'ardoises.

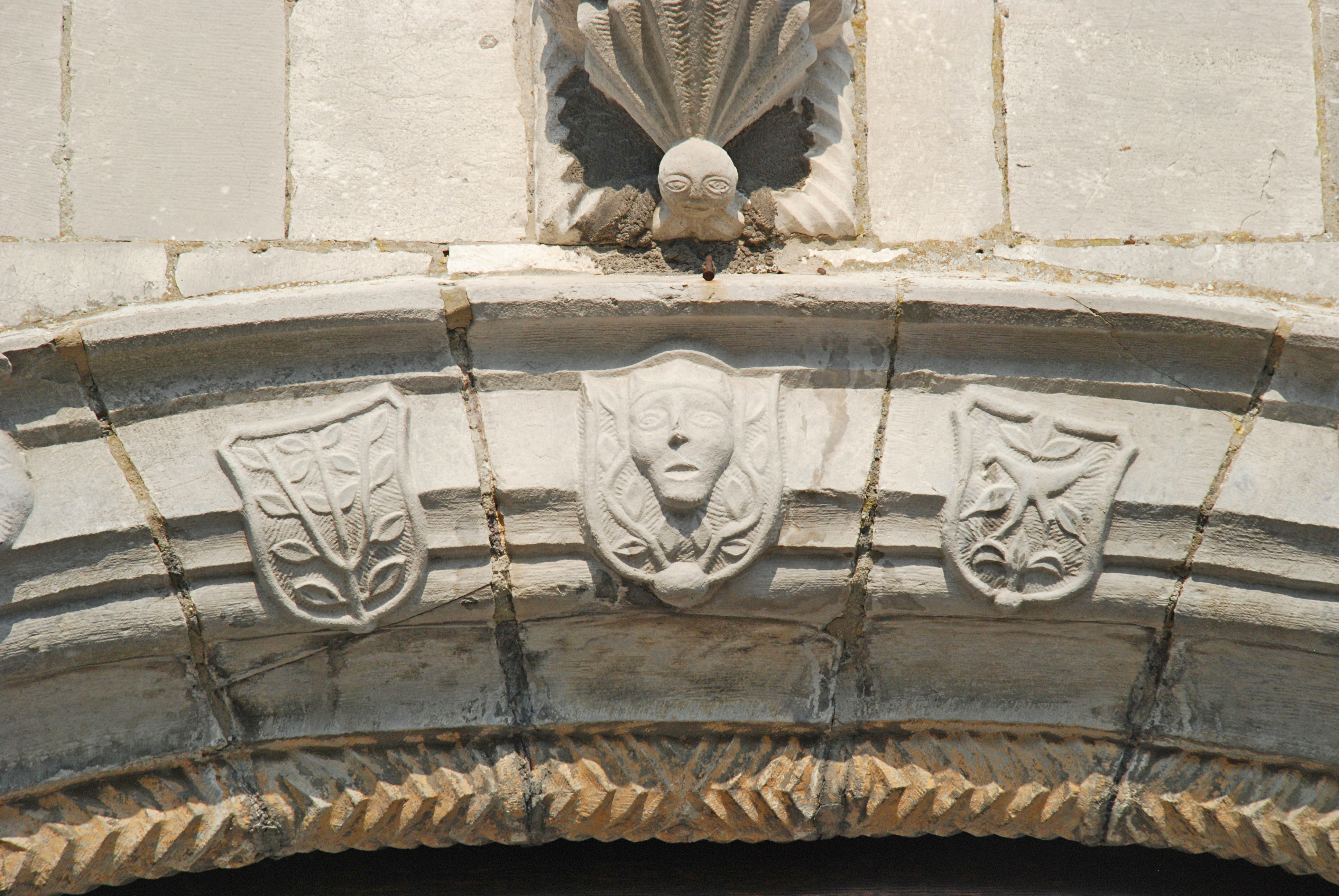
Écus ornant le portail.

### Portail
La base de la tour est précédée d'un porche hors-œuvre orné d'un beau portail dont les piédroits moulurés supportent un arc en anse de panier très orné.
Encadrant l'imposte au motif rayonnant qui surmonte la porte en bois, cet arc en anse de panier comporte une archivolte constitué d'une voussure ornée de chevrons, d'une voussure moulurée et d'une voussure plate ornée de dix mascarons et de trois écus au centre. L'archivolte est surmontée d'un larmier retombant sur deux culots ornés chacun d'un visage sculpté.
L'arc est surmonté d'une statue de saint Étienne posée sur un culot à godrons et chevrons reposant sur une petite tête sculptée. La statue est protégée par un dais en pierre en forme d'arc trilobé ornée de trois médaillons dont l'un porte le millésime 1550. 

Le portail
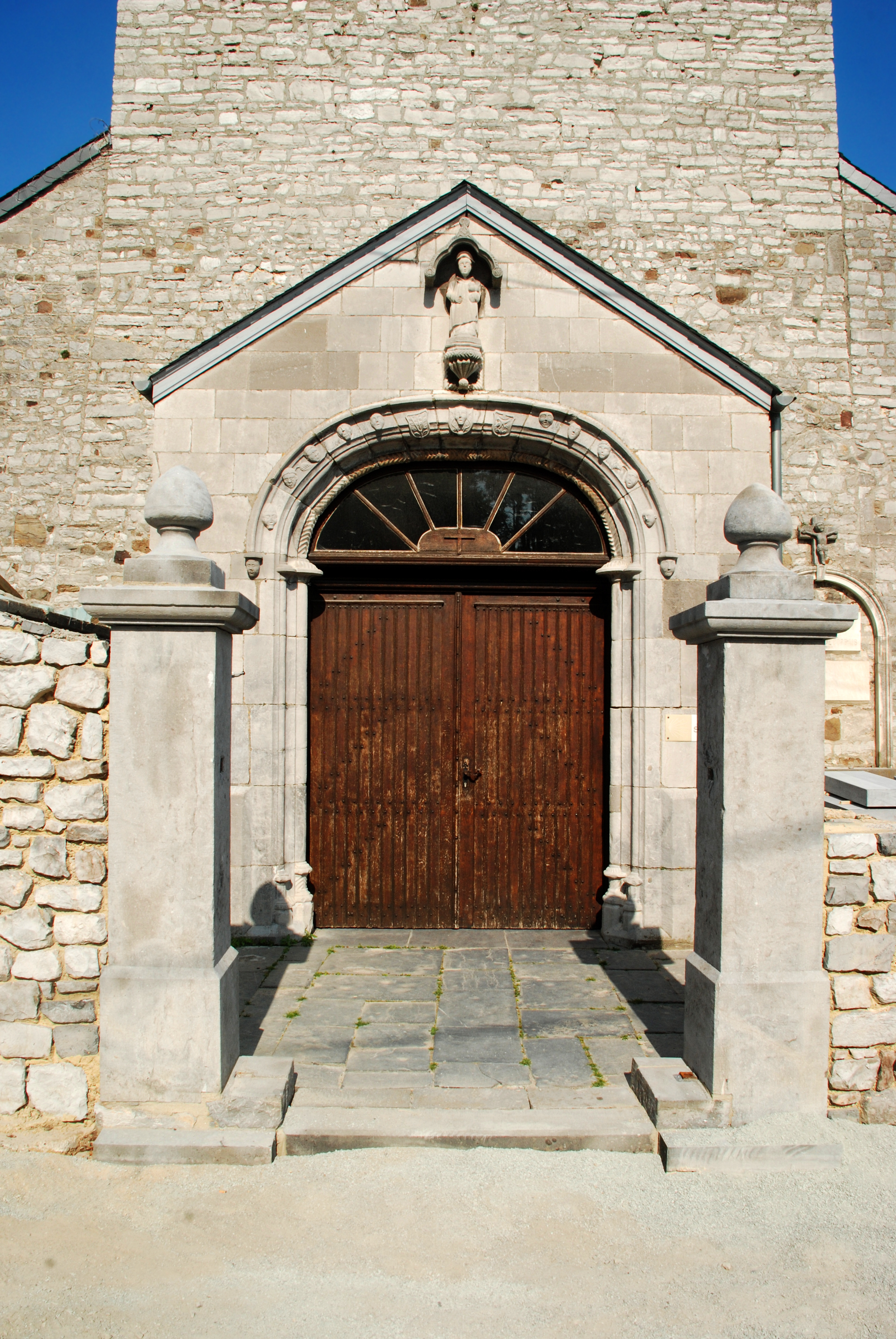
Le portail.
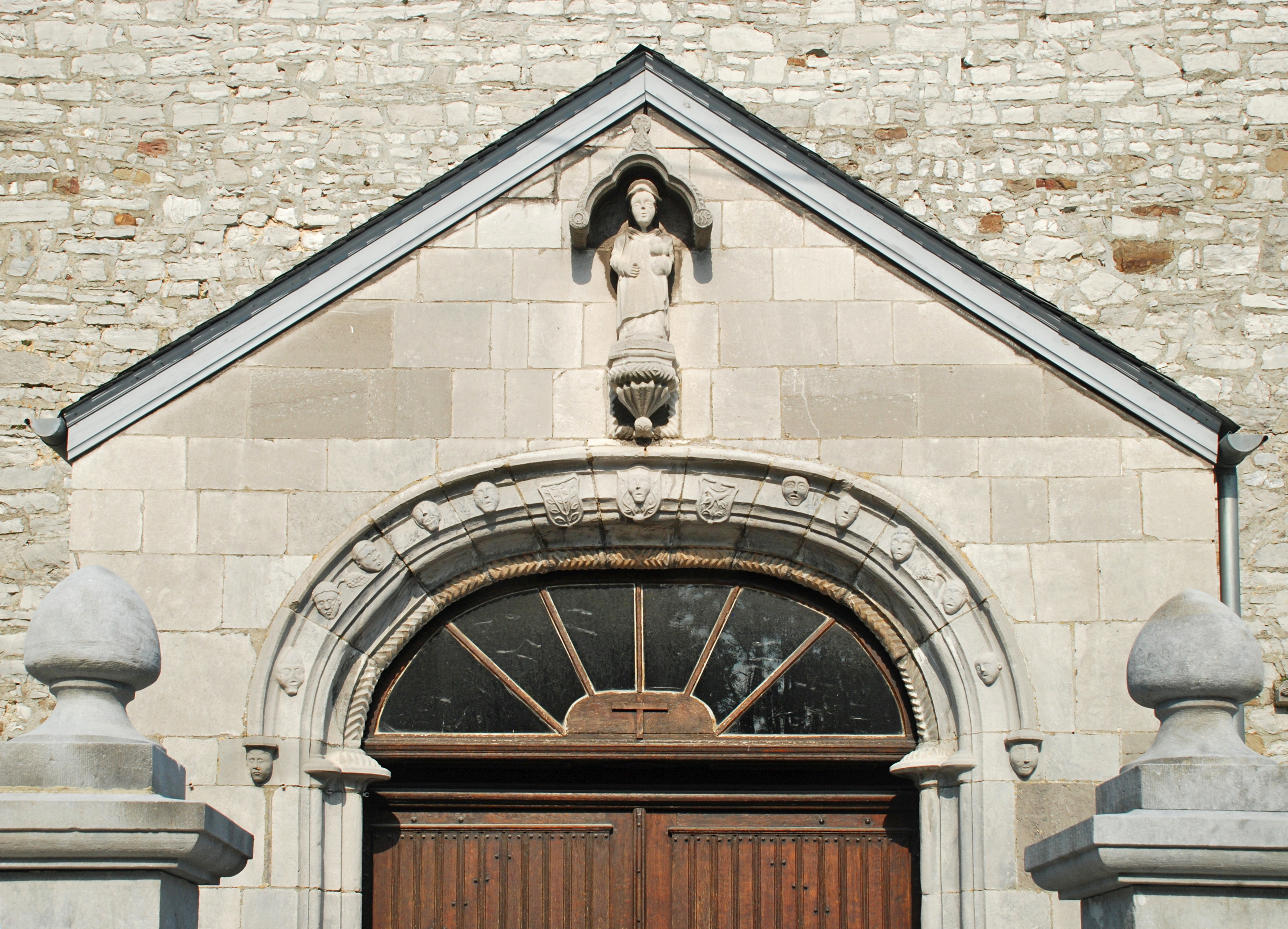
L'arc en anse de panier.
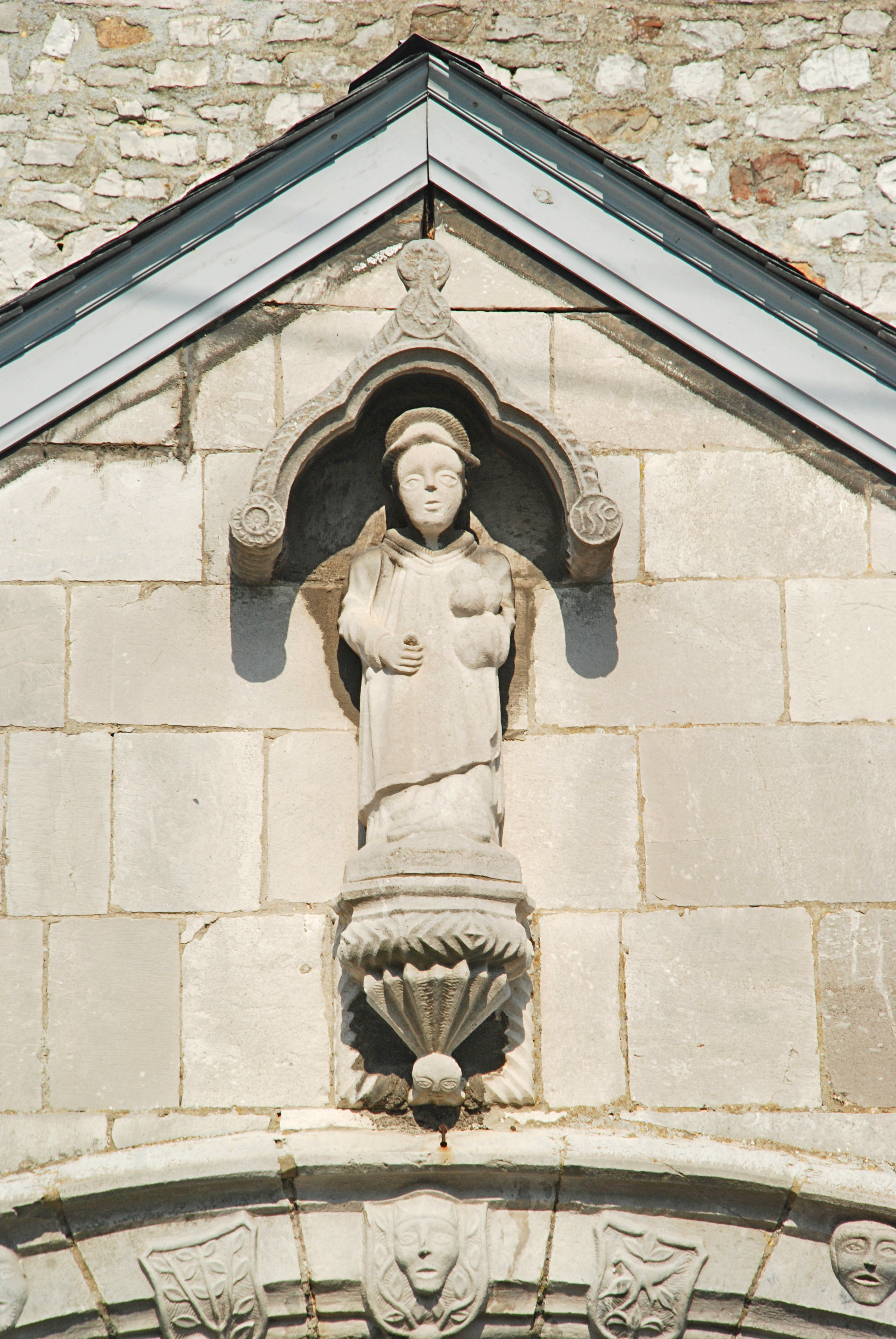
Saint Étienne.
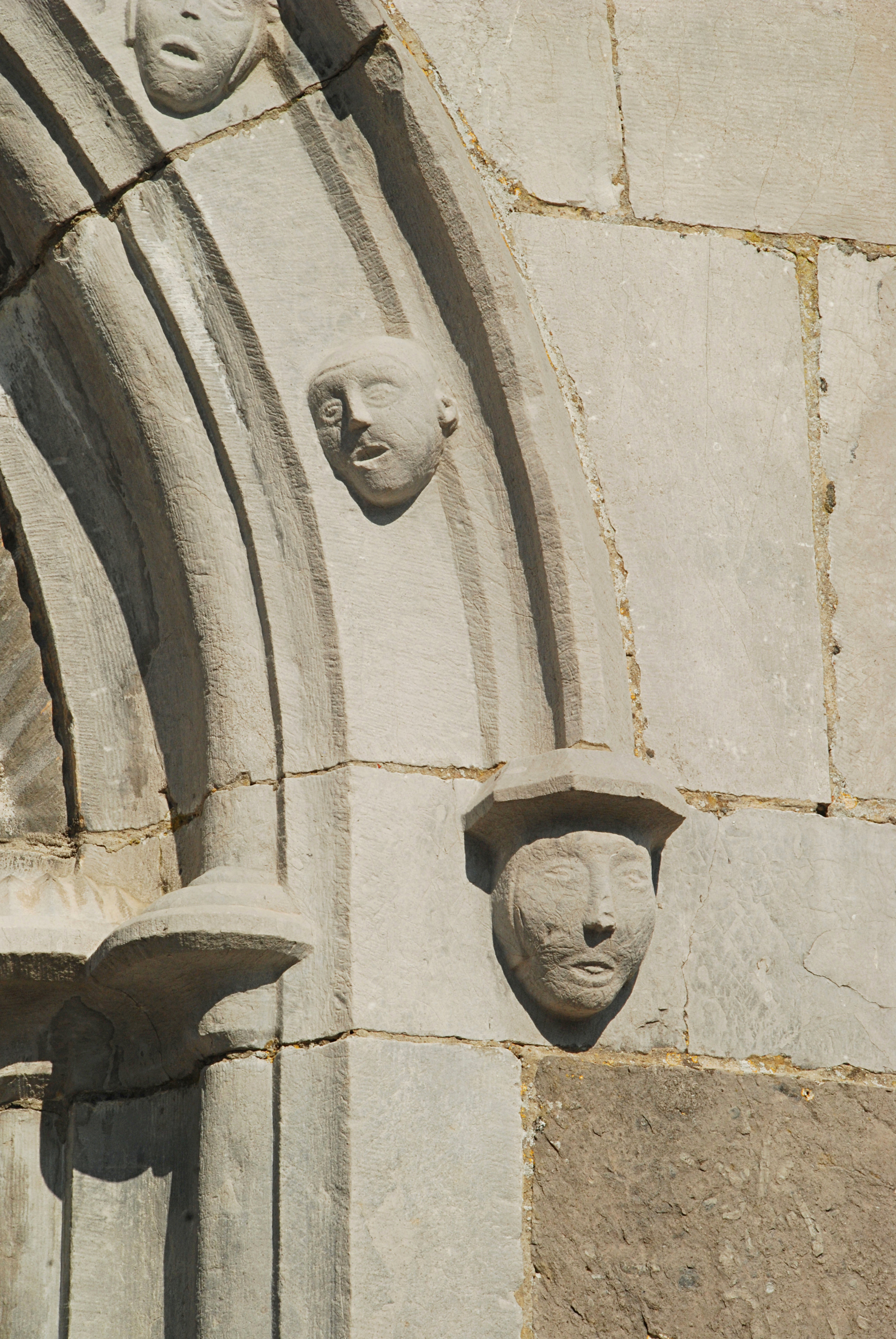
Visage sculpté.

## Patrimoine
- De belles statues de la Vierge Marie et de saint Jean (XVIIe siècle) de part et d'autre du Christ en croix (XIXe siècle) se trouvent sur le mur de chevet.
- Un ancien bénitier de pierre fut transformé en fonts baptismaux. Les sculptures et décorations (quatre Évangélistes et quatre fleuves du paradis) sont typiques de l'ère gothique.
- Les orgues sont de la facture de Charles Rifflart et fils (Yvoir). Elles datent de 1847.
- De nombreuses pierres tombales, aux motifs proéminents, couvrent le sol de l‘église.
- Un tableau illustrant saint Simon Stock, fondateur de l'Ordre du Carmel, recevant le scapulaire des mains de la Vierge Marie (XVIIIe siècle) se trouve sur le mur du collatéral nord.